# Vodotok
Vodotok je naziv za korito, kojim teku vode tekućice, preko čvrste podloge.
Svaki vodotok dobiva vodu od izvora. Potoci i rijeke su pritoke glavne rijeke, koja se ulijeva u more ili jezero. Režim vodotoka bitno ovisi o uvjetima njegove snage i osobinama: širini, izgledu, uzdužnim i poprečnim profilima, itd.
Potamologija proučava pojave, koji se odnose na vodotoke. 
Efemerni vodotok je vodotok s povremenim tečenjem bez utjecaja podzemnih voda, a vodu dobiva samo za vrijeme trajanja jakih kiša, i kratko vrijeme nakon njih te od topljenja snijega. Intermitentni vodotok je vodotok s povremenim ili isprekidanim otjecanjem vode i djelomičnim utjecajem podzemne vode, teče u vlažnom dijelu godine, dok je 
perenijalni vodotok, onaj koji se opskrbljuje površinskom i podzemnom vodom.